# 中国动漫金龙奖
中国动漫金龙奖，是中国动漫界的奖项，以鼓励华语原创漫画、动画的创作和发展。前身为漫画杂志《漫友》发起主办的金龙奖原创漫画动画艺术大赛漫畫獎，2007年正式落户广州，成为中国国际漫画节官方赛事。

## 奖项设置
- 中国漫画大奖/中国动漫大奖（最高奖，非常设）
- 漫画综合奖项：最佳剧情漫画奖、最佳绘本奖、最佳插画奖
- 动画综合奖项：最佳动画长片奖、最佳系列动画奖、最佳短片奖
- 最佳动画短视频奖
- 学院奖：最佳学院动画奖、最佳学院漫画奖
- 组委会特别奖：非遗传承动漫奖等
- 海外奖：海外动画奖、海外漫画奖
- 单项奖：
  - 最佳漫画画技奖、最佳漫画编剧奖
  - 最佳动画导演奖、编剧奖、配音奖、音乐奖
  - 最佳应用动漫奖、最佳数字藏品奖

- 广州奖（由广州市政府颁发）：
  - 最佳动漫IP奖
  - 最佳动漫角色奖
  - 最佳动漫品牌奖
  - 最佳动漫与游戏平台
  - 最佳动漫与游戏经理人奖
  - 最佳游戏奖

## 历年动画类大奖
| 届数                   | 最佳动画长片（金奖）         | 最佳系列动画（金奖）   |
| ---------------------- | ---------------------------- | ---------------------- |
| 4                      |                              |                        |
| 《秦时明月之夜尽天明》 |                              |                        |
| 5                      | 《风云决》                   | 《快乐东西3》          |
| 6                      | 《喜羊羊与灰太狼之牛气冲天》 | 《奇幻龙宝》           |
| 7                      | 《喜羊羊与灰太狼之虎虎生威》 | 《开心宝贝》           |
| 8                      | 《赛尔号之寻找凤凰神兽》     | 《秦汉英雄传》         |
| 9                      | 《猪猪侠之囧囧危机》         | 《甜心格格》           |
| 10                     | 《开心超人》                 | 《熊出没之丛林总动员》 |
| 11                     | 《神秘世界历险记2》          | 《功夫兔与菜包狗》     |
| 12                     | 《西游记之大圣归来》         | 《熊出没之春日对对碰》 |
| 13                     | 《熊出没之熊心归来》         | 《超级飞侠》           |
| 14                     | 《大鱼海棠》                 | 《少年锦衣卫》         |
| 15                     | 《风语咒》                   | 《魔道祖师》           |
| 16                     | 《哪吒之魔童降世》           | 《斗罗大陆精英赛》     |
| 17                     | 《雪人奇缘》                 | 《雪鹰领主之奇遇篇》   |
| 18                     | 《姜子牙》                   | 《雾山五行》           |
| 19                     | 《新神榜：杨戬》             | 《百妖谱 京师篇》      |
| 20                     | 《长安三万里》               | 《中国奇谭》           |

## 歷屆獲獎名單

### 2004年第1届

#### 最佳故事漫画奖
- 金奖：Benjamin《没有人会飞没有人会记得》
- 银奖：张晓雨《神圣的梦》 / CG协力：沉默之沙
- 铜奖：吉安工作室《狂少年张飞》

#### 漫画单项奖
- 最佳编剧奖：王小洋《机器妈妈》 / 协力：安雪、于彦舒
- 最佳造型奖：阿梗《红艾花开》 / 协力：阿肥
- 最佳分镜奖：Penny & PT《涅磐》
- 最佳画技奖：彭超《西游记》
- 最佳效果奖：猪乐桃《尤米飞行日记》 / 监制：姚非拉

#### 漫画评委会特别奖
- 最佳单幅漫画奖：（空缺）
- 最佳幽默故事漫画奖：（空缺）
- 最佳单格幽默漫画奖：黄伟明《超级计算机》
- 最佳多格幽默漫画奖：蔡再鸿《Jinggo凹凸特工》
- 最佳CG漫画奖：翁子扬《锦煞梵音》
- 最佳绘本漫画奖：寂地《My Way》

#### 最佳动画短片奖
- 金奖：孔立《Cola World 2》
- 银奖：方凯、张瑶《Fly》
- 铜奖：乔斌、陈惟《Moon Gate》

#### 动画单项奖
- 最佳编剧奖：刘琥《Sheep》
- 最佳导演奖：方凯、张瑶《Fly》
- 最佳造型奖：谢显晖《On the Way》
- 最佳美术风格奖：Ann《One Man City》
- 最佳动作设计奖：乔斌、陈惟《Moon Gate》
- 最佳音乐奖：（空缺）
- 最佳制作技术奖：孔立《Cola World 2》

#### 动画评委会特别奖
- 最佳Flash动画奖：赤明《馒头记》
- 最佳3D动画奖：叶慧怡《Fall》
- 最佳手工动画奖：李理《Dream》

### 2005年第2届

#### 最佳故事漫画奖
- 金奖：猪乐桃《玛塔之灯塔岛历险记》
- 银奖：李尧《上帝的答案》
- 铜奖：于彦舒《黑白无双》
- 组委会特别奖：叶明发《霹雳狂龙之序章·复仇者》，李鹏《春光路巷尾》，原作：风息神泪、编绘：LING《超合金社团》
- 故事漫画单项奖
  - 故事漫画最佳编剧奖：王小洋《自由的尽头是……》
  - 故事漫画最佳造型奖：叶明发《霹雳狂龙之序章·复仇者》
  - 故事漫画最佳画技奖：李尧《上帝的答案》

#### 最佳多格漫画类
- 金奖：周洪滨《无赖熊猫》
- 银奖：蔡诗中《元气王》
- 铜奖：杨长旭《土匪鼠》

#### 最佳绘本漫画类
- 金奖：静茹《年轻的证据》
- 银奖：瑚桃《Finding》
- 铜奖：徐驰《小真的传说》

#### 最佳插画类
- 金奖：Shel《天堂的孩子》
- 银奖：陈惟《妖精绘画系列》
- 铜奖：谢牧耘《无题》

#### 最佳动画短片类
- 金奖：於水《生活原来是这样》
- 银奖：白婕《外婆家的向日葵》
- 铜奖：武汉奇境动画公司《Fishing》
- 组委会特别奖：李光明等《生命》

#### 最佳Flash动画类
- 金奖：农力、周铭全、徐晓庆、毛波、卢炜《倚天屠龙》

### 2006年第3届

#### 最佳故事漫画奖
- 金奖：王小洋《黑虫》
- 银奖：脚本：落落，漫画：Chry《天体观测》
- 铜奖：脚本：比比，漫画：徐璐《月白树外传·雷与火》
- 故事漫画单项奖
  - 最佳编剧奖：落落《天体观测》
  - 最佳造型奖：雷磊《冰棍》
  - 最佳画技奖：刘军《皮埃尔马丁先生的早晨》

#### 最佳多格漫画
- 金奖：朱斌《爆笑校园》
- 银奖：侯志《体育狂想曲》
- 铜奖：酸梨《天使魔鬼豆》

#### 最佳绘本漫画
- 金奖：阮筠庭《月亮短歌》
- 银奖：罗殷《我们家的大小姐》
- 铜奖：李书轶《元子杂货铺》

#### 最佳插画
- 金奖：丁冰《零纪年》
- 银奖：武拉拉《剪爱》
- 铜奖：Eno.《夜想花》

#### 最佳海外漫画奖
- 张家辉《爆走守护神》（马来西亚）

#### 最佳漫画组委会特别奖
- 田园&田璐《二分之一的寻觅》
- 范文华《情书》
- 瑚桃《some of love》

#### 最佳漫画脚本
- 金奖：比比《泡沫王子》
- 银奖：朱江《问题学生曲奇仔》
- 铜奖：+空+《幸福的店，不幸福的店》

#### 最佳动画短片
- 金奖：《燕尾蝶》
- 银奖：《兔子的尾巴》
- 铜奖：《象棋王》

#### 最佳FLASH动画
- 金奖：《少林兔与武当狗》
- 银奖：《七十年代生人-上、下篇》
- 铜奖：《温柔杀手》，《我的动漫史》

#### 动画单项奖
- 最佳动画导演奖：《桃花源记》
- 最佳动画制片奖：《粉墨登场》
- 最佳动画编剧奖：《街边的记忆》

#### 年度榜中榜获奖名单
- 内地年度最佳漫画家：猪乐桃
- 内地年度最佳漫画单行本：《玛塔》
- 内地年度最佳漫画创作经营机构：SUMMER工作室
- 港澳台年度最佳漫画家：林青慧
- 港澳台年度最佳漫画单行本：《乌龙院大长篇》/ 敖幼祥
- 港澳台年度最佳漫画创作经营机构：东立出版集团有限公司
- 内地及港澳台年度最佳图文绘本：《可不可以不要上班》/ 弯弯
- 内地及港澳台年度最佳插画集：《风色四叶草》/ Shel
- 内地及港澳台年度最佳插画家：阿亚亚
- 内地年度最佳漫画新人：LING
- 内地及港澳台年度最佳剧场动画片：《魔比斯环》
- 内地及港澳台年度最佳电视动画片：《Q版三国》
- 内地及港澳台年度最佳动画创作经营机构：上海美术电影制片厂
- 港澳台及海外年度最佳动漫改编影视作品奖：《龙虎门》电影版
- 海外年度最佳人气漫画奖：《安基拉》
- 海外年度最佳人气动画奖：《最终幻想VII：降临之子》（日本，剧场版动画）
- 海外动漫杰出贡献奖：矢口高雄（日本）
- 全球华语动漫杰出贡献奖：吴冠英，孙立军，陈维东
- 全球华语动漫终身成就奖：廖冰兄

### 2007年第4届

#### 最佳漫画奖
- 最佳插画奖：呀呀《相见欢》
- 最佳绘本漫画奖：喵呜《有猫在》
- 最佳四格漫画奖：傅燕《Q8》
- 最佳多格漫画奖：十九番《兔子帮》
- 最佳成人漫画奖：盒子动漫社《张小盒》
- 最佳儿童漫画奖：姜智杰《森巴Amigo番外篇》
- 最佳少女漫画奖：韩露《长安幻夜》（原作：面堂兄）
- 最佳少年漫画奖：于彦舒《扳手少年》
- 评委会特别奖
  - 最佳体育动漫奖：《漫头玩转08奥运》
  - 最佳海外动漫奖：《开心元素》

#### 漫画单项奖
- 最佳编剧奖：《My Struggle》
- 最佳画技奖：《雪深山》
- 最佳造型奖：《我的歪歪江湖》
- 最佳漫画脚本：《影之梦唑~桐之卧所》

#### 最佳动画奖
- 最佳手机动画：《蘑菇点点》
- 最佳网络动画：《广艺水浒传》
- 最佳动画短片：《亡命鸡礼花》
- 最佳系列动画：《秦时明月·百步飞剑》

#### 动画单项奖
- 最佳制片奖：《面》
- 最佳导演奖：《有那么一首歌》
- 最佳编剧奖：《秋千》
- 评委会特别奖
  - 最佳推荐动漫奖：《和谐社会树新风》

#### 年度榜中榜获奖名单
- 年度最佳漫画新人：CHRY
- 内地年度最佳漫画家：丁冰
- 内地年度最佳漫画单行本：姚非拉《80℃》5、6
- 内地年度最佳漫画创作经营机构：潜艇工作室
- 年度最佳绘本漫画：《猫街的公主》
- 年度最佳插画家：唐卡
- 年度海外最佳人气漫画：尾田荣一郎《航海王》（日本）
- 港澳台年度最佳漫画单行本：林青慧《焚月》5
- 年度最佳动画歌曲：胡彦斌《月光》（《秦时明月·百步飞剑》主题歌）
- 年度最佳电视动画：《福娃奥运漫游记》
- 年度最佳人气动画：《秦时明月·百步飞剑》
- 年度最佳动画创作经营机构：中央电视台央视动画有限公司
- 年度最佳剧场动画：《闪闪的红星之红星小勇士》
- 年度最佳创意动画：《喜羊羊与灰太狼》
- 年度最佳动画图书：《福娃奥运漫游记》
- 年度最佳剧场动画：《穿越时空的少女》（日本）
- 海外动漫终身成就奖：里中满智子（日本）
- 华语动漫终身成就奖：蔡志忠

### 2008年第5届
- 最佳少女漫画奖：夏达《影·子不语》
- 最佳少年漫画奖：爱欧《无尽游戏》
- 最佳成人漫画奖：聂峻《鱼》
- 最佳儿童漫画奖：迪文文化·SADAKO《巴啦啦小魔仙》
- 最佳四格漫画奖：三成《魔猫仔》
- 最佳多格漫画奖：陈晓韵《泡面超人》
- 最佳绘本漫画奖：阿梗&黄山《黑礼帽中的童话—少年与玫瑰》
- 最佳插画奖：林莹《梅兰芳-西施》
- 最佳漫画脚本奖：郭敬明《小时代》
- 最佳动画长片奖：《风云决》/ 上海文广新闻传媒集团，深圳市方块动漫画文化发展有限公司
- 最佳系列动画奖：《快乐东西3》/ 北京卡酷动画卫视
- 最佳动画短片奖：《茗记》/ L－Key工作室
- 最佳手机动画奖：《炮炮兵之奥运畅想曲》/ 常州卡米文化传播有限公司
- 最佳网络动画奖：《扑克牌系列之鸡劫号》/ 南昌其妙数码科技有限公司
- 最佳漫画画技奖：李书轶《那些关于记忆的事》
- 最佳漫画编剧奖：郑钧《摇滚藏獒》
- 最佳漫画造型奖：ANBOR《千茗列传》
- 最佳动画导演奖：曾毅刚《小鸡想飞》
- 最佳动画编剧奖：广东宇航鼠动漫有限公司《宇航鼠与月亮城》
- 最佳动画造型奖：涅源工作室《飞机总动员》
- 最佳体育动漫奖：福娃、福牛（吴冠英），吉祥如意乐洋洋（亚组委）
- 最佳海外动漫奖：林诗敏《小班长》（马来西亚）
- 最佳推荐动漫奖：李志国《每个人都是天使》
- 中国漫画杰出贡献奖：孙立军、吴冠英

### 2009年第6届
- 最佳少年漫画奖：白骁《4.9×4.9--叶楠的故事》
- 最佳少女漫画奖：杨笑汝《一夕一夏》
- 最佳成人漫画奖：金艺晟《默言修行》
- 最佳儿童漫画奖：卡酷动画频道《卡酷天使历险记》
- 最佳四格漫画奖：刘成文《李小猫传奇》
- 最佳幽默漫画奖：童亦名《花样梁祝--心愿》
- 最佳绘本漫画奖：芹菜《云上的村庄》
- 最佳插画奖：BUDDY《当男孩遇上女孩》
- 最佳漫画脚本奖：天宫雁《恋爱耐受不良》
- 最佳动画长片奖：《喜羊羊与灰太狼之牛气冲天》/ 广东原创动力文化传播有限公司
- 最佳系列动画奖：《奇幻龙宝》/ 南京鸿鹰动漫娱乐有限公司
- 最佳动画短片奖：《国家的孩子》/ 陶雯
- 最佳新媒体动画奖：《炮炮兵之激情六十年》/ 常州卡米文化传播有限公司
- 最佳漫画画技奖：张晓雨《蛙之歌》
- 最佳漫画编剧奖：林青慧《不全才女》
- 最佳漫画造型奖：叶正华、叶凤华《Ongogo总动员》
- 最佳动画导演奖：《麦兜响当当》
- 最佳动画编剧奖：Ani7ime Studio《水脑袋》
- 最佳动画造型奖：翁东翰、卓芽《行走的风景》
- 最佳体育动漫奖：廖本财《麻辣运动王》
- 最佳海外动漫奖：《魔法少女莉欧》（日本）
- 最佳推荐动漫奖：火精灵《炭烧老广》、玉郎动画有限公司《神兵小将》电影版

### 2010第7届
- 最佳动画长片奖：喜羊羊与灰太狼之虎虎生威 / 广东原创动力文化传播有限公司
- 最佳系列动画奖：开心宝贝 	广东明星创意动画有限公司
- 最佳动画短片奖：功夫兔 	李智勇
- 最佳网络动漫奖：炮炮兵之功夫太空 	常州卡米文化传播有限公司 （卡米文化）
- 最佳手机动漫：手机小子—手机动画系列 	福建天狼星动漫有限公司（天狼星动漫）
- 最佳编剧奖：虹猫蓝兔光明剑 / 湖南宏梦卡通传播有限公司
- 最佳导演奖：探险者 	郭明
- 最佳造型奖：闯闯闯我就是闯堂兔mv 	武汉玛雅动漫有限公司
- 最佳少女漫画奖：洛奇花园-十三种告白 	漫画：NOCA，脚本：比比
- 最佳少年漫画奖：长安督武司 	胡伟
- 最佳儿童漫画奖：卷卷公主漫画 	深圳鼎成品牌
- 最佳成人漫画奖：海潮 	燕子青
- 最佳四格漫画奖：向日葵学园 	Viva、Julys
- 最佳幽默漫画奖：太阳无限 	Gwemo鸡毛
- 最佳绘本漫画奖：半空的花 	MINT
- 最佳插画奖：突然之城 	零一一
- 最佳画技奖：龟岩 	紫猫猫
- 最佳漫画脚本奖 	魂乐园 	春日幽铃
- 最佳新人奖：坛九
- 最佳配音奖：谢娜
- 最佳亚运特别奖：亚运吉祥物公益精神篇 	版权：第16届亚运会组织委员会 创作：陈赞蔚等 制作：广州市凡拓数码科技有限公司
- 最佳经典原创奖：影院动画片《黑猫警长》 	出品单位：上影集团 上海美术电影制片厂 宁波红蚂蚁卡通
- 最佳海外动漫奖：身体大的孩子 	李奎太

### 第十六屆2019年
| 獎項               | 獲獎名單       |
| 第十六届2019年     |                |
| 最佳動畫長片獎銀獎 | 《白蛇：緣起》 |
| 最佳動畫音樂獎     | 《白蛇：緣起》 |

## 相关链接
- 官方网站
- 第六届金龙奖专题
- 第五届金龙奖专题
- 第四届金龙奖专题（页面存档备份，存于）
- 中国动漫金龙奖 萌娘百科（页面存档备份，存于）